# 후나토역
후나토역(일본어: 船戸駅, ふなとえき)은 일본 와카야마현 이와데시에 있는 서일본 여객철도의 철도역이다.

## 역 구조
상대식 승강장 2면 2선 구조의 지상역으로, 교행 시설이 갖추어져 있다. 상행선 승강장 쪽에 역사가 있으며, 하행선 승강장과는 과선교로 연결되어 있다.
하시모토 역이 관리하는 무인역이다.

### 승강장
| 1 | ■ 와카야마 선 | 고카와 · 하시모토 방면 |
| 2 | ■ 와카야마 선 | 와카야마 방면          |

## 역세권 정보
- 이와데시청사
- 야마토 가도

## 역사
- 1898년 5월 4일 - 기와 철도 와카야마 역 (지금의 기와역) ~ 후나토 임시 정거장 구간의 개통에 따라 개업.
- 1899년 1월 1일 - 보통역으로 승격하면서 역을 지금의 위치로 옮겼다.
- 1907년 4월 1일 - 국유화에 따라 일본국유철도의 소속이 되었다.
- 1987년 4월 1일 - 민영화에 따라 서일본 여객철도의 소속이 되었다.

## 인접역
| 서일본 여객철도 와카야마 선 | 서일본 여객철도 와카야마 선 | 서일본 여객철도 와카야마 선 |
| --------------------------- | --------------------------- | --------------------------- |
| 이와데 오지 방면            | ■ 와카야마 선               | 기이오구라 와카야마 방면    |